# Ana Matilde Aybar
Ana Matilde „La Tuca“ Aybar (* 1935 oder 1936; † 2. Oktober 2010) war eine argentinische Kupferstecherin und Grafikerin.

## Biografie
Ana Maria Aybar, die unter ihrem Künstlernamen „La Tuca“ arbeitete, studierte Kupferstich und Grafik bei Pompeyo Audivert und wurde für ihre zahlreichen Arbeiten von Kunstkritikern wie Rafael Squirru, Ernesto Ramallo, César Magrini und Romualdo Brughetti gelobt und mit mehreren nationalen und internationalen Preisen ausgezeichnet.
Neben ihrer eigenen künstlerischen Tätigkeit war sie dreißig Jahre lang Titularprofessorin und Leiterin der Abteilung für Grafik und Kupferstich an der Fakultät für Kunst der Universidad Nacional de Tucumán (UNT). Daneben unternahm sie zahlreiche Forschungs- und Studienreisen nach Europa und in die Vereinigten Staaten und stellte ihre Arbeiten in mehr als 300 lokalen, nationalen und internationalen Einzel- und Gruppenausstellungen aus.